# Pietro Romolo Pignatta
Pietro Romolo Pignatta   (Roma, 1660 - Cividale, 5 de febrer de 1714) fou un compositor i sacerdot italià.
Va compondre nombroses òperes, per la majoria de les quals també va escriure el llibret. Entre aquestes cal citar:
- Constanza vince il destino (Venècia, 1695);
- Almiro re di Corinto; Sigismondo primo (1696);
- L'inganno senza danno (1697);
- Paolo Emilio (1699);
- Il canto d'amore (Venècia, 1700);
- Oronte in Egitto (1705).